# Transcontinental S.A
Transcontinental S.A fue una empresa argentina fundada en septiembre de 1956. Sus socios eran argentinos, pero uno de ellos tenía importantes negocios aeronáuticos en Estados Unidos.  
Comenzó a operar su vuelos en marzo de 1957, volando servicios domésticos desde Aeroparque a Córdoba, Mendoza, Mar del Plata, Bariloche y Montevideo, a las que luego añadió otras escalas.  
El 15 de marzo de 1958 se agregaron concesiones para los siguientes destinos internacionales: Santiago de Chile, Asunción, Montevideo, Río, San Pablo, Caracas, México y San Francisco prolongable a Tokio. En Julio de ese mismo año, agregó servicios a Nueva York, que operaba en pool con Real Aerovías Brasil, a precios inferiores a los de IATA.  
Recibió muy pocos subsidios, y ahogada económicamente, dejó de operar en 1961. 

## Accidentes
- El 11 de noviembre de 1958 a las 11:15 hs. cuatro copilotos en formación iban a practicar despegues y aterrizajes en el Aeropuerto Buenos Aires/Ezeiza-Ministro Pistarini en un Curtiss C-46. El avión se estrelló en el barrio de Monte Grande tras un no. 1 motor fallado y quemado sin víctimas fatales.[2]
- El 30 de junio de 1961 a las 20:57 hs. una de sus aeronaves (Curtiss C-46) protagonizó un accidente fatal. Ocurrió en Aeroparque. Era un vuelo proveniente de Córdoba en el que viajaban 35 personas (5 tripulantes y 30 pasajeros). Las víctimas fatales fueron 24 (2 tripulantes y 22 pasajeros).

## Flota

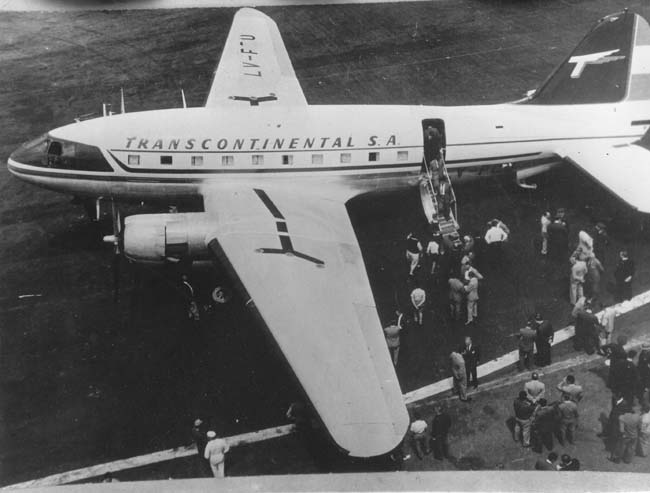
Curtiss CW-20T de Transcontinental

8 Curtiss C-46
2 Lockheed Súper Constellation
2 Bristol Britannia